# Epilysta flavescens
Epilysta flavescens är en skalbaggsart som beskrevs av Stefan von Breuning och De Jong 1941. Epilysta flavescens ingår i släktet Epilysta och familjen långhorningar. Inga underarter finns listade i Catalogue of Life.